# Plagerepne
Plagerepne là một chi bướm đêm thuộc họ Noctuidae.